# Erzbistum Porto Velho
Das Erzbistum Porto Velho (lat.: Archidioecesis Portus Veteris) ist eine in Brasilien gelegene römisch-katholische Erzdiözese mit Sitz in Porto Velho im Bundesstaat Rondônia. 

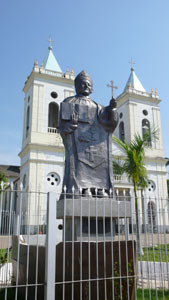
Kathedrale Porto Velho

## Geschichte
Das Erzbistum Porto Velho wurde am 1. Mai 1925 durch Papst Pius XI. aus Gebietsabtretungen der Bistümer Amazonas und São Luíz de Cáceres als Territorialprälatur Porto Velho errichtet und dem Erzbistum Belém do Pará als Suffragan unterstellt. Am 1. März 1929 gab die Territorialprälatur Porto Velho Teile ihres Territoriums zur Gründung der Territorialprälatur Guajará-Mirim ab. Die Territorialprälatur Porto Velho wurde am 16. Februar 1952 dem Erzbistum Manaus als Suffragan unterstellt. Am 26. Juni 1961 gab die Territorialprälatur Porto Velho Teile ihres Territoriums zur Gründung des Territorialprälatur Humaitá ab. Eine weitere Gebietsabtretung erfolgte am 3. Januar 1978 zur Gründung der Territorialprälatur Vila Rondônia.
Am 16. Oktober 1979 wurde die Territorialprälatur Porto Velho durch Papst Johannes Paul II. mit der Päpstlichen Bulle Cum praelaturae zum Bistum erhoben. Das Bistum Porto Velho wurde am 4. Oktober 1982 zum Erzbistum erhoben.

## Ordinarien

### Prälaten von Porto Velho
- João Batista Costa SDB, 1946–1979

### Bischöfe von Porto Velho
- João Batista Costa SDB, 1979–1982

### Erzbischöfe von Porto Velho
- José Martins da Silva SDN, 1982–1997
- Moacyr Grechi OSM, 1998–2011
- Esmeraldo Barreto de Farias IdP, 2011–2015
- Roque Paloschi, seit 2015